# Faye Dunaway
Dorothy Faye Dunaway (Bascom, Florida, 1941. január 14. –) Oscar-díjas amerikai színésznő.

## Élete és pályafutása
Grace April Smith és John MacDowell Dunaway lányaként született. Tizenéves korában szépségversenyt nyert, és a filmesek is felfigyeltek rá: az 1950-es évek végén már szerepajánlatot kapott, amit elutasított, mert előbb szakmailag képezni akarta magát. Dunaway színház szakon tanult a Bostoni Egyetemen, és a Floridai Egyetemen szerzett diplomát. A Broadwayn tűnt fel az 1960-as évek elején az Egy ember az örökkévalóságnak (A Man for All Seasons) című darabban. 1962–1965 között a New York-i Lincoln Center Színház tagja volt. Híres színpadi alakításai fűződnek a Hogan kecskéje (Hogan's Goat) és a Bűnbeesés után (After the Fall) című darabokhoz, melyeknek később a tévéváltozataiban is szerepelt.
Első mozifilmje 1967-ben a Happening volt, amellyel nem keltett különösebb figyelmet. Otto Preminger Vihar Délen című drámájában nyújtott alakításáért már Golden Globe-ra jelölték, de a hírnevet Arthur Penn Bonnie és Clyde című filmje hozta meg számára, amelyben a kisvárosi pincérnőből bankrablóvá lett fiatal lányt formálta meg nagy átéléssel. (A szerepre csak sokadikként merült fel a neve.) Játékát Oscar- és Golden Globe-díjra jelölték, és Dunaway nemzetközi hírű sztár lett. A Thomas Crown-affér című bűnügyi filmben újabb sikert aratott, de ezután egészen 1973-ig filmjei nem hoztak számottevő fordulatot a pályáján. E korszakából egykori mestere, Elia Kazan A megegyezés című drámája és Arthur Penn Kis nagy ember című szatirikus westernje érdemel említést. Érdemes megemlíteni a megtörtént eset alapján készült Egy bukott gyermek rejtélye című filmet is, melyben egy neurotikus exmodellt alakított rendkívül meggyőzően.
Az Oklahoma olaja című drámában mint férfigyűlőlő, harcias amazon látható, aki egymaga is hajlandó megvédeni olajkútját a bűnözőktől. Nagy sikert aratott mint a gonosz Milady Richard Lester szellemes-ironikus Dumas-adaptációiban: A három testőr, avagy a királyné gyémántjai, A négy testőr, avagy a Milady bosszúja. A Kínai negyed című bűnügyi filmben pályája egyik legkiérleltebb alakítását nyújtotta Evelyn Mulwray, a titokzatos özvegy szerepében. A rendezővel, Roman Polanskival való viharos munkakapcsolata ma már a hollywoodi legendák közé tartozik. A hangulatos film noir újabb Oscar- és Golden Globe-jelölést hozott számára. Népszerűségét tovább növelte A Keselyű három napja és a Pokoli torony című filmekkel. Szakmai pályafutása csúcsát a Hálózat című dráma jelenti: a gátlástalan, érzelemszegény tévés vezető megformálásáért végre átvehette az Oscar-díjat. Az 1970-es évek második felében magánélete miatt kevesebb filmszerepet vállalt, ráadásul ezek szakmai szempontból nem jelentettek számára előrelépést.

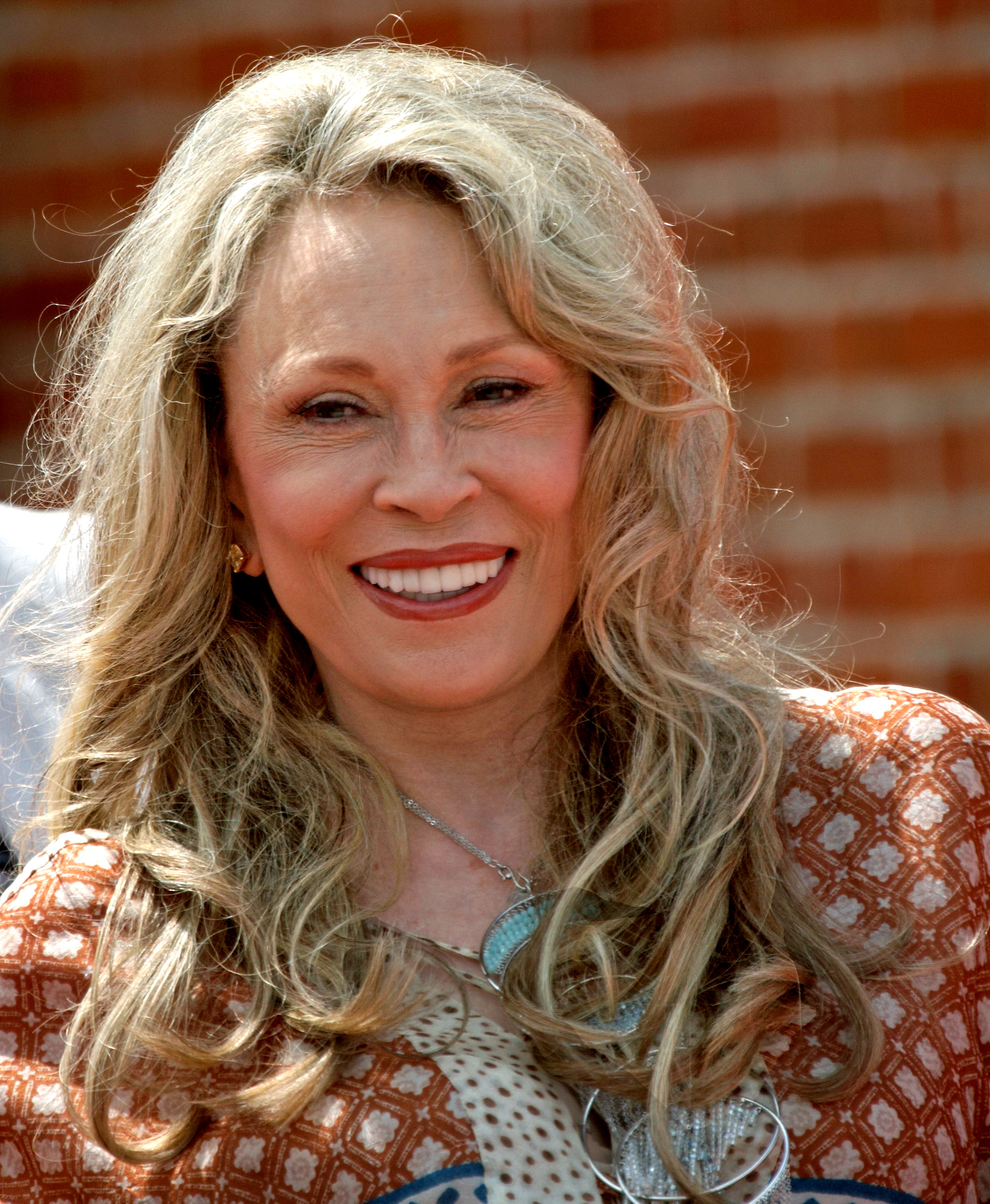
2008-ban Gdańskban

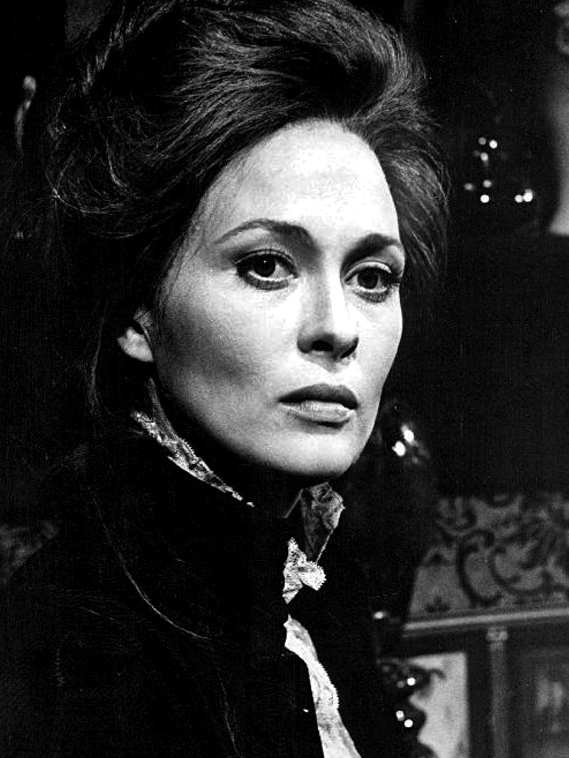
Faye Dunaway 1971-ben

Az 1980-as évek meglehetősen szerencsétlen időszak volt Dunaway pályáján: bukást bukásra halmozott, sőt több ízben jelölték a legrosszabb színésznőnek járó Arany Málna díjra, melyet az Anyu a sztár című filmben nyújtott alakításáért meg is kapott. Meglehetősen igazságtalan döntés volt ez, hiszen a kicsit tényleg egyoldalú és leegyszerűsített életrajzi műben éppen Dunaway játéka a legnagyobb érték: kiválóan formálja meg a legendás Joan Crawfordot, aki a sikerért megfizette az árat, és csak a külvilág felé mutatta a kiegyensúlyozott filmcsillag és szerető anya képét. Szakmai szempontból az Ellis Island című tévésorozat és a Törzsvendég című filmek jelentik az évtized fénypontjait Faye számára: előbbiért Golden Globe-díjban részesült, utóbbit pedig lelkesedésből ingyen vállalta. A Sziluett című bűnügyi filmet saját produkciós vállalata égisze alatt készítette. Az 1990-es években ismét a tőle megszokott aktivitással filmezett, de az előző évtizedhez hasonlóan szerepformálásait hol Arany Málna-, hol Golden Globe-nominációkkal és -díjakkal értékelték. Jelentős sikere volt a Columbo egyik epizódjában (10. évad, 7. epizód; "Nehéz ügy"), amely egyfajta hommage a Kínai negyedben játszott szerepének. Figyelemre méltót alakított Emir Kusturica Arizonai álmodozók című drámájában is az öregedő, de még vonzó, a repülésről álmodozó Elaine szerepében. 1995-ben jelentette meg a Looking for Gatsby című önéletrajzi könyvét, amelyben érdekes visszatekintést nyújt pályafutására, és magánélete addig kevéssé ismert részleteibe is beavatja az olvasót. A mű címe utalás karrierje legfájóbb csalódására: 1973-ban végül nem neki adták Daisy Buchanan szerepét A nagy Gatsby című filmben, noha ő tűnt a legesélyesebbnek. Dunaway számára némi vigaszt jelentett, hogy számos kritikus felrótta ezt az incidenst a mű alkotóinak, mondván, hogy Faye sokkal jobb lett volna a szerepben, mint Mia Farrow. A '90-es évek közepén nagy médiavisszhangot váltott ki, hogy énekhangjának fogyatékosságaira hivatkozva az utolsó pillanatban leváltották a Sunset Boulevard című Andrew Lloyd Webber-musical főszerepéről: Dunaway kártérítést követelt és kapott. Kuriózum, hogy 2001-ben egy rövid játékfilm erejéig a rendezésbe is belekóstolt (Yellow Bird).
Dunaway kétszer ment férjhez. Az első házassága 1974-től 1979-ig tartott, ekkor Peter Wolf, a Magyarországon alig ismert J. Geils Band tagja volt a férje. A második házassága 1984-től 1987-ig tartott Terry O'Neill ismert brit fotográfussal: egy gyermekük született, Liam O'Neill (1980-ban). 2003-ban azonban O'Neill bejelentette, hogy Dunawayjel közös gyermeke nem biológiai utódjuk, hanem örökbe fogadták, bár a színésznő sokáig az ellenkezőjét állította. Házasságait megelőzően számos szakmabelihez (például Lenny Bruce, Steve McQueen, Marcello Mastroianni, Jerry Schatzberg, Harris Yulin) fűzte rövid életű románc, azonban ezeket egyszer sem használta fel karrierje érdekében.
Dunaway 1996-ban áttért a római katolikus vallásra. Van egy csillaga a hollywoodi sétányon, a 7021 Hollywood Boulevard címen. Kedvenc rendezői: Arthur Penn, Elia Kazan, Sydney Pollack és Sidney Lumet. Saját filmjei közül a Bonnie és Clyde, A Thomas Crown-affér (1968), a Kínai negyed és a Hálózat című alkotásokat kedveli a legjobban. Két ízben is felmerült, hogy James Bond-produkcióban szerepeljen: 1965-ben, kezdőként a Tűzgolyó női főszerepére volt esélyes, de végül Claudine Auger kapta a szerepet. 1983-ban, befutott sztárként a Polipka női főszerepére is kiszemelték, ám a producerek úgy döntöttek, hogy a Bond-filmek történetében különleges kivételként Maud Adams játssza a szerepet, aki 10 évvel korábban is játszott már Bond-filmben: Az aranypisztolyos férfi.
2006-ban a Premiere filmmagazin minden idők 100 legnagyobb alakítása között a 36. helyre sorolta Faye szerepformálását a Kínai negyedben. Ugyanebben az évben, ugyanezen filmes szaklap minden idők legemlékezetesebb filmszereplői között a 34. helyen említi a Dunaway játszotta Bonnie Parkert a Bonnie és Clyde című gengszterfilmben. Ugyanezt a helyezést érte el ugyanezzel az alakítással a legemlékezetesebb mozihősök és gonosztevők toplistáján is. A legemlékezetesebb mozihősök és legendák toplistáján 41. lett Joan Crawford megszemélyesítésével az Anyu a sztár című drámában.

## Érdekességek
- Faye három leghíresebb filmje (Bonnie és Clyde, Kínai negyed, Hálózat) női főszerepeire Jane Fonda is esélyes volt, ám ő különböző okokból mindhármat elutasította. Dunaway is visszautasított két olyan szerepet, melyek aztán Oscar-díjat hoztak a megformálóiknak: a Száll a kakukk fészkére (1975) című filmben Louise Fletcher, a Júlia (1977) című drámában pedig Vanessa Redgrave kapta meg a Dunawaynek szánt szerepeket.

## Filmográfia

### Film
| Év   | Magyar cím                                  | Eredeti cím                             | Szerep                         | Magyar hang        |
| ---- | ------------------------------------------- | --------------------------------------- | ------------------------------ | ------------------ |
| 1967 |                                             | The Happening                           | Sandy                          |                    |
| 1967 | Vihar délen                                 | Hurry Sundown                           | Lou McDowell                   | Telessy Györgyi    |
| 1967 | Vihar délen                                 | Hurry Sundown                           | Lou McDowell                   | Földi Teri         |
| 1967 | Bonnie és Clyde                             | Bonnie and Clyde                        | Bonnie Parker                  | Csere Ágnes        |
| 1968 | A Thomas Crown-ügy                          | The Thomas Crown Affair                 | Vicki Anderson                 | Kiss Mari          |
| 1968 | A Thomas Crown-ügy                          | The Thomas Crown Affair                 | Vicki Anderson                 | Orosz Anna         |
| 1968 | Szeretők                                    | A Place for Lovers                      | Julia                          | Ráckevei Anna      |
| 1969 |                                             | The Extraordinary Seaman                | Jennifer Winslow               |                    |
| 1969 | A megegyezés                                | The Arrangement                         | Gwen                           | Sáfár Anikó        |
| 1970 | Kis nagy ember                              | Little Big Man                          | Mrs. Louise Pandrake           | Kállay Ilona       |
| 1970 | Kis nagy ember                              | Little Big Man                          | Mrs. Louise Pandrake           | Káldi Nóra         |
| 1970 | Kis nagy ember                              | Little Big Man                          | Mrs. Louise Pandrake           | Kovács Nóra        |
| 1970 |                                             | Puzzle of a Downfall Child              | Lou Andreas Sand               |                    |
| 1971 | Halálos csapda                              | La Maison sous les arbres               | Jill                           | Détár Enikő        |
| 1971 | Doc Holliday                                | Doc                                     | Katie Elder                    | Orosz Anna         |
| 1973 | Oklahoma olaja                              | Oklahoma Crude                          | Lena Doyle                     | Bencze Ilona       |
| 1973 | A három testőr, avagy a királyné gyémántjai | The Three Musketeers                    | Milady de Winter               | Földi Teri         |
| 1973 | A három testőr, avagy a királyné gyémántjai | The Three Musketeers                    | Milady de Winter               | Menszátor Magdolna |
| 1974 | Kínai negyed                                | Chinatown                               | Evelyn Cross Mulwray           | Káldi Nóra         |
| 1974 | Pokoli torony                               | The Towering Inferno                    | Susan Franklin                 | Felföldi Anikó     |
| 1974 | A négy testőr, avagy a Milady bosszúja      | The Four Musketeers                     | Milady de Winter               | Földi Teri         |
| 1974 | A négy testőr, avagy a Milady bosszúja      | The Four Musketeers                     | Milady de Winter               | Menszátor Magdolna |
| 1975 | A Keselyű három napja                       | Three Days of the Condor                | Kathy Hale                     | Földi Teri         |
| 1975 | A Keselyű három napja                       | Three Days of the Condor                | Kathy Hale                     | Fehér Anna         |
| 1976 | Elátkozottak utazása                        | Voyage of the Damned                    | Denise Kreisler                | Menszátor Magdolna |
| 1976 | Elátkozottak utazása                        | Voyage of the Damned                    | Denise Kreisler                | Kiss Mari          |
| 1976 | Hálózat                                     | Network                                 | Diana Christensen              | Földi Teri         |
| 1976 | Hálózat                                     | Network                                 | Diana Christensen              | Bánsági Ildikó     |
| 1976 | Hálózat                                     | Network                                 | Diana Christensen              | Hámori Eszter      |
| 1978 | Laura Mars szemei                           | Eyes of Laura Mars                      | Laura Mars                     | Bánsági Ildikó     |
| 1979 | A bajnok                                    | The Champ                               | Annie                          | Felföldi Anikó     |
| 1980 | Az első halálos bűn                         | The First Deadly Sin                    | Barbara Delaney                | Földi Teri         |
| 1981 | Anyu a sztár                                | Mommie Dearest                          | Joan Crawford                  |                    |
| 1983 | A gonosz lady                               | The Wicked Lady                         | Lady Barbara Skelton           | Kovács Nóra        |
| 1983 | A gonosz lady                               | The Wicked Lady                         | Lady Barbara Skelton           | Vándor Éva         |
| 1984 | Meghurcolt ártatlanság                      | Ordeal by Innocence                     | Rachel Argyle                  | Menszátor Magdolna |
| 1984 | Meghurcolt ártatlanság                      | Ordeal by Innocence                     | Rachel Argyle                  | Kovács Nóra        |
| 1984 |                                             | Supergirl                               | Selena                         |                    |
| 1987 | Törzsvendég                                 | Barfly                                  | Wanda Wilcox                   | Bánsági Ildikó     |
| 1988 | Éjféli átkelés                              | Midnight Crossing                       | Helen Barton                   | Menszátor Magdolna |
| 1988 |                                             | La partita                              | Matilda Von Wallenstein bárónő |                    |
| 1988 | Égő titok                                   | Burning Secret                          | Mrs. Sonya Tuchman             | Földi Teri         |
| 1989 |                                             | In una notte di chiaro di luna          | Mrs. Colbert                   |                    |
| 1989 |                                             | Wait Until Spring, Bandini              | Mrs. Hildegarde                |                    |
| 1990 | A szolgálólány meséje                       | The Handmaid's Tale                     | Serena Joy                     | Borbás Gabi        |
| 1990 | Cinikus hekus                               | The Two Jakes                           | Evelyn Mulwray (hangja)        | Simon Mari         |
| 1991 | Lángoló szenvedélyek                        | Scorchers                               | Thais                          | Menszátor Magdolna |
| 1992 |                                             | Lahav Hatzui                            | Faye Milano                    |                    |
| 1993 | Arizonai álmodozók                          | Arizona Dream                           | Elaine Stalker                 | Kiss Erika         |
| 1993 | Arizonai álmodozók                          | Arizona Dream                           | Elaine Stalker                 | Kovács Nóra        |
| 1993 | Arizonai álmodozók                          | Arizona Dream                           | Elaine Stalker                 | Kovács Nóra        |
| 1993 | A beugró                                    | The Temp                                | Charlene Towne                 | Menszátor Magdolna |
| 1994 | Don Juan DeMarco                            | Don Juan DeMarco                        | Marilyn Mickler                | Bencze Ilona       |
| 1995 | Piások                                      | Drunks                                  | Becky                          |                    |
| 1996 | Majomparádé                                 | Dunston Checks In                       | Elena Dubrow                   | Kovács Nóra        |
| 1996 | Albínó aligátor                             | Albino Alligator                        | Janet Boudreaux                | Kovács Nóra        |
| 1996 |                                             | The Twilight of the Golds               | Phyllis Gold                   |                    |
| 1996 | Siralomház                                  | The Chamber                             | Lee Cayhall Bowen              | Andai Györgyi      |
| 1997 |                                             | En brazos de la mujer madura            | Condesa                        |                    |
| 1999 |                                             | Love Lies Bleeding                      | Josephine Butler               |                    |
| 1999 | A Thomas Crown-ügy                          | The Thomas Crown Affair                 | pszichiáter                    | Menszátor Magdolna |
| 1999 | Jeanne d’Arc – Az orléans-i szűz            | The Messenger: The Story of Joan of Arc | Aragóniai Jolán                | Moór Marianna      |
| 2000 | A bűn állomásai                             | The Yards                               | Kitty Olchin                   | Földi Teri         |
| 2000 |                                             | Stanley's Gig                           | Leila                          |                    |
| 2001 |                                             | The Yellow Bird (rövidfilm)             | Aurora Beavis                  |                    |
| 2002 | Nyitott szívek                              | Changing Hearts                         | Betty Miller                   |                    |
| 2002 | A vonzás szabályai                          | The Rules of Attraction                 | Mrs. Eve Denton                | Menszátor Magdolna |
| 2002 |                                             | The Calling                             | Mae West                       |                    |
| 2003 | Veszedelmes emlékek                         | Blind Horizon                           | Mrs. K                         | Menszátor Magdolna |
| 2004 |                                             | Last Goodbye                            | Sean Winston                   |                    |
| 2004 |                                             | El Padrino                              | Navarro főállamügyész          |                    |
| 2004 |                                             | Jennifer's Shadow                       | Mary Ellen Cassi               |                    |
| 2005 |                                             | Ghosts Never Sleep                      | Kathleen Dolan                 |                    |
| 2006 |                                             | Love Hollywood Style                    | Isten                          |                    |
| 2006 |                                             | Rain                                    | Isabel Hudson                  |                    |
| 2006 |                                             | Cut Off                                 | Marilyn Burton                 |                    |
| 2007 | A Vadmacska Klub                            | Cougar Club                             | Edith Birnbaum                 | Bertalan Ágnes     |
| 2007 |                                             | Say It in Russian                       | Jacqueline de Rossy            |                    |
| 2007 |                                             | The Gene Generation                     | Josephine Hayden               |                    |
| 2008 |                                             | La rabbia                               | Madre                          |                    |
| 2008 |                                             | Flick                                   | Annie McKenzie hadnagy         |                    |
| 2009 |                                             | The Magic Stone                         | Filomena                       |                    |
| 2009 |                                             | Balladyna                               | terapeuta                      |                    |
| 2009 |                                             | 21 and a Wake-Up                        | Rose Thorn őrnagy              |                    |
| 2017 | Bye Bye Man – A rettegés neve               | The Bye Bye Man                         | Redmond özvegy                 | Hámori Ildikó      |
| 2017 | A Jézus-dosszié                             | The Case for Christ                     | Dr. Roberta Waters             |                    |
| 2017 | Végzetes vágyakozás                         | Inconceivable                           | Donna                          |                    |
| 2022 |                                             | The Man Who Drew God                    | Tasha                          |                    |
| 2024 |                                             | Faye (dokumentumfilm)                   | önmaga                         |                    |

### Televízió

#### Tévéfilm
| Év   | Magyar cím                              | Eredeti cím                                           | Szerep                       | Magyar hang        |
| ---- | --------------------------------------- | ----------------------------------------------------- | ---------------------------- | ------------------ |
| 1971 |                                         | The Woman I Love                                      | Wallis Simpson               |                    |
| 1976 |                                         | The Disappearance of Aimee                            | Aimee Semple McPherson nővér |                    |
| 1981 |                                         | Evita Perón                                           | Evita Perón                  |                    |
| 1982 |                                         | The Country Girl                                      | Georgie Elgin                |                    |
| 1985 | Agatha Christie: Vacsora tizenhármasban | Thirteen at Dinner                                    | Jane Wilkinson               | Káldi Nóra         |
| 1985 | Agatha Christie: Vacsora tizenhármasban | Thirteen at Dinner                                    | Jane Wilkinson               | Prókai Annamária   |
| 1985 | Agatha Christie: Vacsora tizenhármasban | Thirteen at Dinner                                    | Carlotta Adams               | Menszátor Magdolna |
| 1985 | Agatha Christie: Vacsora tizenhármasban | Thirteen at Dinner                                    | Carlotta Adams               | Prókai Annamária   |
| 1986 | Pillangók klubja                        | Beverly Hills Madam                                   | Lil Hutton                   |                    |
| 1987 |                                         | Casanova                                              | Madame D'Urfe                |                    |
| 1989 | Hideg és szemtelen                      | Cold Sassy Tree                                       | Love Simpson Blakeslee       |                    |
| 1990 |                                         | Silhouette                                            | Samantha Kimball             |                    |
| 1995 | Szemben az igazságszolgáltatással       | A Family Divided                                      | Karen Billingsley            |                    |
| 1996 | Szomszédok                              | The People Next Door                                  | Ellen Morse                  |                    |
| 1998 | Kifutó a semmibe                        | Gia                                                   | Wilhelmina Cooper            | Földi Teri         |
| 2000 | Nehéz a választás                       | Running Mates                                         | Meg Gable                    |                    |
| 2002 | Az önéletrajzíró                        | The Biographer                                        | Amanda Washington            |                    |
| 2004 | Rejtőzködők                             | Anonymous Rex                                         | Shin                         | Menszátor Magdolna |
| 2004 | Vissza a múltba                         | Back When We Were Grownups                            | Tina                         |                    |
| 2009 | Nora Roberts: Csendes holtág            | Midnight Bayou                                        | Odette                       | Hámori Ildikó      |
| 2010 | Családi hálaadásünnep                   | A Family Thanksgiving                                 | Gina                         | Andresz Kati       |
| 2017 |                                         | Faye Dunaway: Live from the TCM Classic Film Festival | önmaga                       |                    |

#### Sorozat
| Év        | Magyar cím                         | Eredeti cím                    | Szerep                            | Megjegyzések                                             |
| --------- | ---------------------------------- | ------------------------------ | --------------------------------- | -------------------------------------------------------- |
| 1965      |                                    | Seaway                         | Alexis Webster                    | 1 epizód                                                 |
| 1966      |                                    | The Trials of O'Brien          | Myra                              | 1 epizód                                                 |
| 1971      |                                    | Great Performances             | Kathleen Stanton                  | 1 epizód                                                 |
| 1984      |                                    | Ellis Island                   | Maud Charteris                    | minisorozat (3 epizód)                                   |
| 1985      | Kolumbusz Kristóf                  | Christopher Columbus           | II. Izabella                      | minisorozat (4 epizód)                                   |
| 1993      |                                    | It Had to Be You               | Laura Scofield                    | 6 epizód                                                 |
| 1993      | Columbo                            | Columbo                        | Lauren Staton                     | - 1 epizód - magyar hangja: - Bencze Ilona               |
| 1995      | Váratlan utazás                    | Road to Avonlea                | Polenska bárónő                   | 1 epizód                                                 |
| 1997      | Rebecca – A Manderley-ház asszonya | Rebecca                        | Mrs. Van Hopper                   | - minisorozat (1 epizód) - magyar hangja: - Bencze Ilona |
| 1998      | Önfejűek                           | A Will of Their Own            | Margaret Sanger                   | minisorozat (1 epizód)                                   |
| 2001      | Angyali érintés                    | Touched by an Angel            | Dr. Rebecca Markham               | 2 epizód                                                 |
| 2001      |                                    | Soul Food                      | Katherine Burke                   | 1 epizód                                                 |
| 2002–2003 | Alias                              | Alias                          | Ariana Kane                       | 3 epizód                                                 |
| 2006      | CSI: A helyszínelők                | CSI: Crime Scene Investigation | Lois O'Neill                      | 1 epizód                                                 |
| 2007      | Vírus a fedélzeten                 | Pandemic                       | Lillian Schaefer kormányzóasszony | - minisorozat - magyar hangja: - Menszátor Magdolna      |
| 2009      | A Grace klinika                    | Grey's Anatomy                 | Dr. Margaret Campbell             | 1 epizód                                                 |
| 2016      |                                    | Documentary Now!               | Faye Dunaway                      | 1 epizód                                                 |

## Fontosabb díjak és jelölések
Oscar-díj

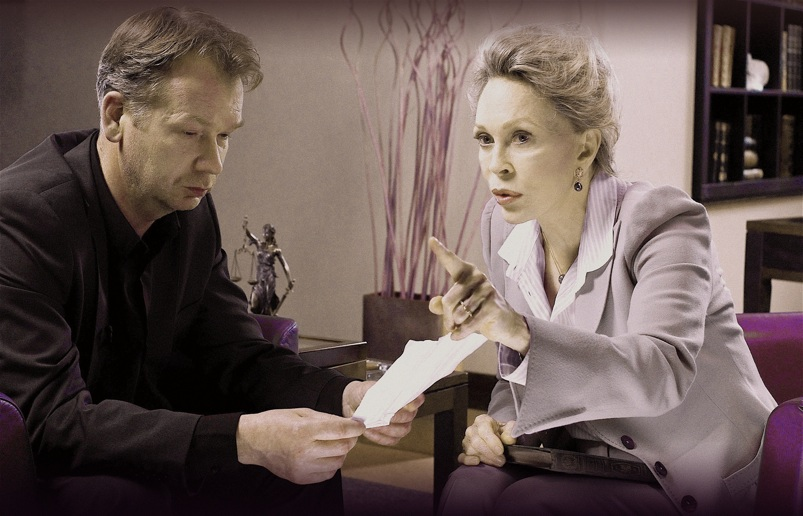
Faye Dunaway és Mirosław Baka a Balladyna című filmben

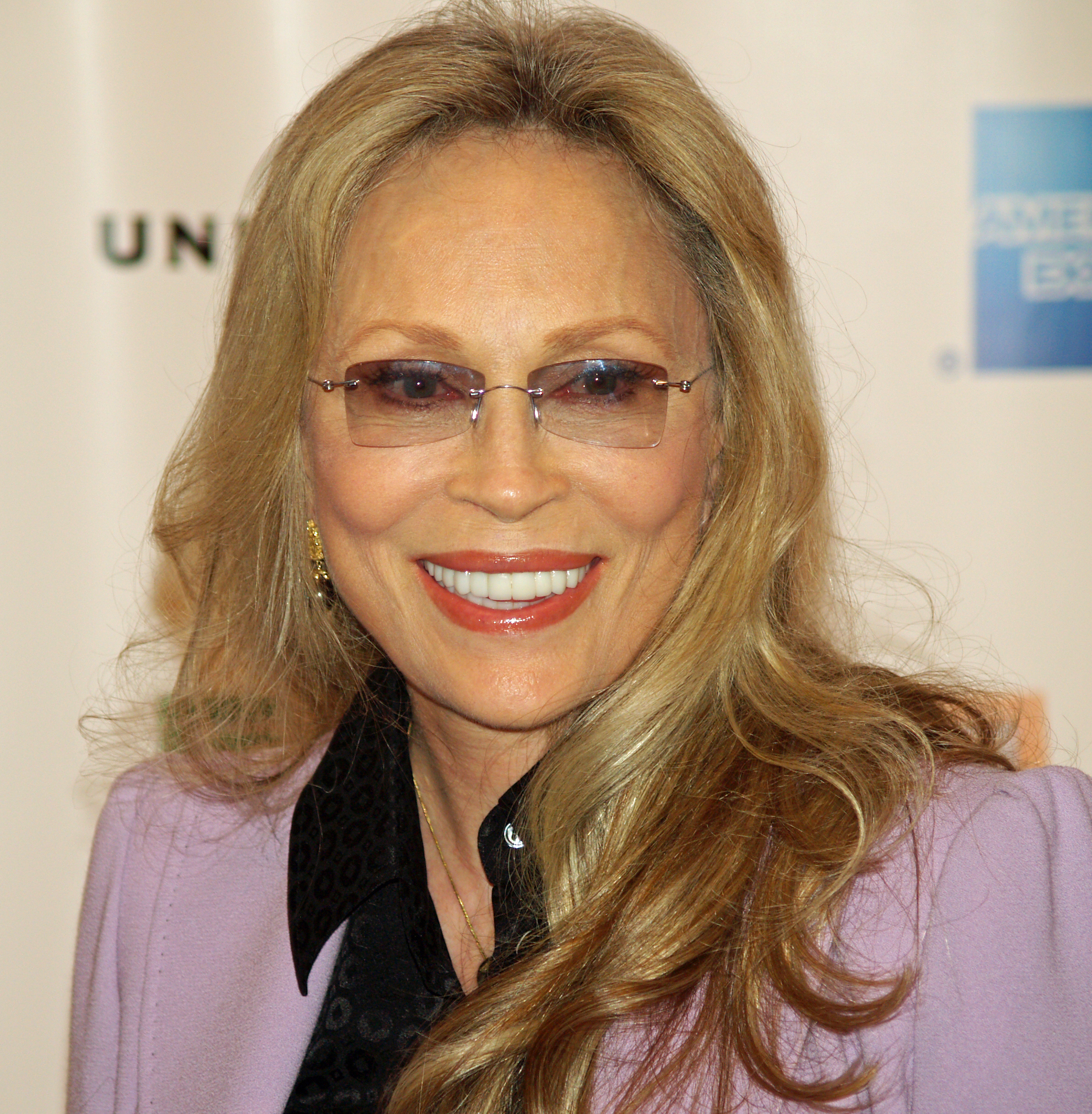
Faye Dunaway 2008-ban a Tribeca Filmfesztiválon

- 1968 jelölés Bonnie és Clyde, legjobb színésznő
- 1975 jelölés Kínai negyed, legjobb színésznő
- 1977 díj Hálózat, legjobb színésznő

Golden Globe-díj
- 1968 jelölés Vihar Délen, legígéretesebb új színésznő
- 1968 jelölés Bonnie és Clyde, legjobb színésznő
- 1971 jelölés Puzzle of a Downfall Child, legjobb színésznő
- 1975 jelölés Kínai negyed, legjobb színésznő
- 1976 jelölés A Keselyű három napja, legjobb színésznő
- 1977 díj Hálózat, legjobb színésznő
- 1985 díj Ellis Island, legjobb női mellékszereplő tévésorozatban
- 1988 jelölés Törzsvendég, legjobb színésznő
- 1994 jelölés Columbo, legjobb színésznő tévésorozatban
- 1999 díj Kifutó a semmibe, legjobb női mellékszereplő tévéfilmben
- 2001 jelölés Running Mates, legjobb női mellékszereplő tévéfilmben

Primetime Emmy-díj
- 1994 díj Columbo, legjobb vendégművész tévésorozatban

BAFTA-díj
- 1968 díj Vihar Délen, legígéretesebb új színésznő
- 1968 díj Bonnie és Clyde, legjobb színésznő
- 1975 jelölés Kínai negyed, legjobb színésznő
- 1978 jelölés Hálózat, legjobb színésznő

Arany Málna díj
- 1981 jelölés Az első halálos bűn, legrosszabb színésznő
- 1982 díj Anyu a sztár, legrosszabb színésznő (megosztva Bo Derekkel)
- 1984 jelölés A gonosz lady, legrosszabb színésznő
- 1985 jelölés Supergirl, legrosszabb színésznő
- 1990 jelölés Az 1980-as évek legrosszabb színésznője (Az első halálos bűn, Anyu a sztár, A gonosz lady, Supergirl)
- 1994 díj A beugró, legrosszabb női mellékszereplő
- 1997 jelölés Siralomház, Majomparádé, legrosszabb női mellékszereplő
- 1998 jelölés Albínó aligátor, legrosszabb női mellékszereplő